# Брел (Орн)
Брел (фр. Bréel) насеље је и општина у северној Француској у региону Доња Нормандија, у департману Орн која припада префектури Аржантан.
По подацима из 2011. године у општини је живело 127 становника, а густина насељености је износила 34,23 становника/km². Општина се простире на површини од 3,71 km². Налази се на средњој надморској висини од 239 метара (максималној 241 m, а минималној 73 m).

## Демографија
| 1962. | 1968. | 1975. | 1982. | 1990. | 1999. | 2011. |
| ----- | ----- | ----- | ----- | ----- | ----- | ----- |
| 115   | 159   | 149   | 141   | 150   | 126   | 127   |

График промене броја становника у току последњих година